# Malcolm Forbes
Pour les autres membres de la famille, voir Famille Forbes (éditeur).
Pour les articles homonymes, voir Forbes (homonymie).
Malcolm Forbes, né le 19 août 1919 à Brooklyn et mort le 24 février 1990 à Far Hills (New York), était le président-directeur-général du magazine Forbes, l'une des principales revues financières américaines.

## Biographie
Il est le fils de Bertie Charles Forbes et le père de Steve Forbes.
Grand collectionneur, Forbes accroche un Nymphéa de Monet dans son bureau.
Il acquiert le château de Balleroy (Basse-Normandie) — un des plus beaux exemples d'architecture Louis XIII, où il s'est adonné à sa passion pour les montgolfières — et un palais, à Tanger, qui a abrité sa collection de soldats de plomb.

La plus précieuse partie de ses collections fut constituée par un ensemble unique d'objets de l'orfèvre russe Fabergé, dont la série des douze œufs de Pâques offerts par le tsar Nicolas II à sa mère ou à son épouse Alexandra, exposée dans le hall des bureaux new-yorkais de la Forbes Inc.
En 1965 il acquiert, à Londres, la Old Battersea house, une maison de maître géorgienne où Wilhelmina Stirling a installé en 1930 les œuvres de sa sœur Evelyn de Morgan (peintre préraphaélite dans la mouvance de  Burne-Jones et Alma-Tadema), qui a été liée au designer William Morris — pour lequel William de Morgan crée des vitraux et des tuiles décorées —, qui devient la résidence anglaise familiale où son troisième fils Christopher, dit « Kip », a placé l'importante collection d'art victorien qu'il a constituée depuis 1969.
Le tableau représentant La famille de Malcolm Forbes lors du déjeuner du jour de Pâques 1983 est l'œuvre du peintre Julian Barrow.
La collection comprend des œuvres de Calcott (portrait de la reine Victoria et de ses enfants), d'Edem (Notre-Dame de Paix), Frith, Millais, Tissot, Stuart Wortley (portrait en pied d'Edouard VII dans « la chambre royale » - dans la partie basse du grand tableau furent créées deux portes ouvrant sur une penderie), un buste d'Albert de Saxe-Cobourg-Gotha en marbre blanc par Noble dans la galerie du premier étage, du mobilier de cette époque, et une série de modèles réduits de bateaux.
Les Forbes ont également réuni des documents historiques, dont des souvenirs des présidents américains.
Un buste de Malcolm Forbes (avec ses lunettes) orne la cheminée de la salle à manger du château de Balleroy (14) qu'il acquit en 1970, restaura et remeubla, et où il créa à partir de sa collection un « musée des Ballons » qui occupe les combles d'un des deux longs bâtiments symétriques des anciennes écuries, et un festival international de montgolfières.